# Улица Бредова-Звериная
Улица Бредова-Звериная — улица в Великом Новгороде. Находится на Софийской стороне, в историческом центре Новгорода. Проходит от перекрёстка Великой улицы и улицы Даньславля в северо-западном направлении, пересекая вал Окольного города.

## История

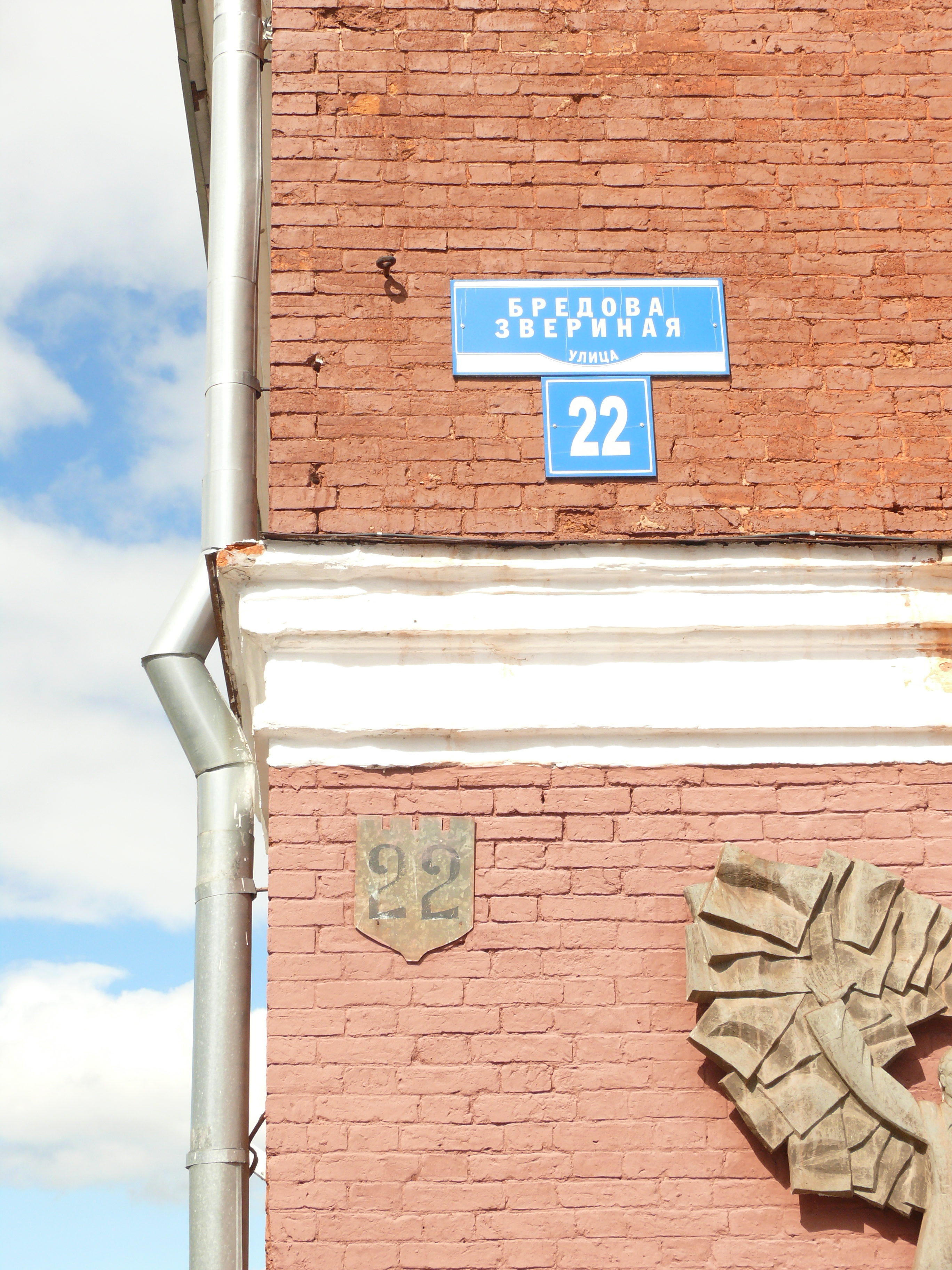
Указатель с названием улицы на здании бывшего манежа

Вблизи современной улицы, за валом Окольного города, располагались монастыри — Зверин-Покровский, Николо-Бельский и Лазарев, а также загородная слобода Кожевники. Улица получила название по Зверину монастырю, который, в свою очередь, назван по княжескому зверинцу — заповедному лесу для охоты князей. Название Зверинская (Звериная) носила до 1965 года, когда была переименована в улицу Бредова в честь Героя Советского Союза А. Ф. Бредова, уроженца Новгорода. В 1991 году восстановлено название Звериная, в 1993 году дано двойное название — улица Бредова-Звериная. В 2004 году установлена мемориальная доска в память об А. Ф. Бредове.

## Здания и сооружения
По нечётной стороне:
- № 25 — корпус бывшей Адмиралтейской парусной фабрики

По чётной стороне:
- Памятный знак «100 лет пограничным войскам», установлен в 2018 году в сквере на стрелке улиц Бредова-Звериной и Великой[3]; до 1847 года на месте сквера находилась церковь Дмитрия Солунского на Дослане улице[4]
- № 4 (10) — церковь Петра и Павла в Кожевниках, 1406 год
- Место бывшего Лазарева монастыря, где обозначены фундаменты церквей Лазаря XV в. и Иоакима и Анны XVIII в.
- № 14 — церковь Николы Белого 1312—1313 гг. и здания бывшего Николо-Бельского монастыря
- № 16, 18, 20 — Зверин-Покровский монастырь
- № 22 — бывший манеж